# 酉港镇
酉港镇，是中华人民共和国湖南省常德市汉寿县下辖的一个乡镇级行政单位。

## 行政区划
酉港镇下辖以下地区：
酉港社区、苗山村、联福村、护国障村、柳林村、连安村、连友村、永兴村、大洲村、白连村、新正村、两护村、大友村、辰护村、辰阳村、凤兰村、凤鸣村、沙包村、中洲村、双岭村、金星村、庙嘴村、上花村和花护村。